# 仲嶺奈里子
仲嶺 奈里子（なかみね なりこ）は、日本の女優、モデル。沖縄県出身。
銀座チック勤務時の源氏名は金城えな。
沖縄でモデル活動をしていた当時はキャッツアイに所属していた。後にマイカンパニーへ移籍し、2011年3月に東京での活動を開始した。

## モデル活動
- ミスDFS沖縄 2010（2009年） - 準グランプリ
- ライフデンタルクリニック 2010[要説明]

## 出演

### CM
- ウィルコム沖縄
- ほっともっと 沖縄編
- 沖縄ガイドBOOK YASA!（アオバ沖縄）
- ユナイテッドアローズ
- 東京第一ホテル
- めざましマガジン（フジテレビ）

### テレビ番組
- ペケ×ポン（フジテレビ）

### 舞台
- アリスインプロジェクト×アフリカ座「ハッピーゴー アンラッキー」（2011年10月12日 - 16日、シアターKASSAI） - 月組・シスター妹尾 役[3]

### テレビドラマ
- 家裁調査官・山ノ坊晃 1（2016年5月7日、テレビ朝日） - サトミ 役
- 法医学教室の事件ファイル 第2シリーズ 第42話（2016年9月10日、テレビ朝日） - 神奈川藝術大学学生 役